# Pocho Sosa
Carlos Alberto «Pocho» Sosa (Mendoza, Argentina, 17 de julio de 1943) es un cantautor de música folclórica argentino. Es uno de los máximos representantes de la música tradicional y popular de la Argentina, con proyección internacional.

## Biografía
Carlos Sosa,  nació y se crio en la Ciudad de Mendoza. No había antecedentes en su familia relacionados con el arte, salvo su padre, que según Sosa, era guitarrero y no guitarrista.
Poco antes de cumplir diecisiete años enferma de hepatitis por lo que lo mantiene en cama por un periodo de reposo de más cuarenta días. Durante este periodo  de recuperación sus padres le regalaron una guitarra con la que empieza a formar acordes. Sus primeras enseñanzas con la guitarra fueron zambas, cuecas y gatos, de intérpretes  como Atahualpa Yupanqui.  Antes de dedicarse completamente a la música trabajaba como bancario.

## Carrera
Entre los años 1960 y 1965 integra varios grupos vocales como Los Picunches, Los Huarpeños y  Cuarteto vocal Huanta, en donde interpretaban canciones de Los Fronterizos. En el año 1970, viaja a Buenos Aires y graba un disco simple en la compañía Phillips, y registra los temas «Teresa, la niña» y «Cuando me ves así»; con arreglos de Damián Sánchez, presentándose en distintos lugares y Teatros de Buenos Aires, municipalidades, radio y televisión.
En el año 1974, funda Canto Trío junto a Gerardo Poblet y Beto Quiroga. Realizan numerosas presentaciones organizadas por Direcciones de Cultura de diferentes Municipalidades de Mendoza y visita casi todo el país, finalizando en el festival de Cosquín de 1980, donde Canto Trío obtiene el premio Jurado técnico con el tema «Destituyo las rosas» compuesto por Damián Sánchez y Elena Siró.
En el año 1982, después de dejar su puesto en el banco; comienza su carrera como solista. Hacia agosto de ese mismo año, es invitado a participar de una gira por veintidós estados de Estados Unidos, presentándose en ochenta universidades americanas, la gira duró cuatro meses finalizando en el Salón Dorado de la ONU. También realizó giras por Canadá, Uruguay, Chile, España, etc.
Sosa ha grabado un total de quince discos propios y ha participado como invitado en numerosas grabaciones de cantores mendocinos y de reconocimiento nacional e internacional, entre ellos se destaca su participación como invitado de Mercedes Sosa en el álbum Corazón Libre editado en Alemania en el año 2005, en el que graba «Tonada de Otoño».
En el año 2011 el Intendente de la Ciudad de Mendoza le entrega la mención de "Ciudadano Ilustre" por su valiosa contribución a la cultura popular desde su vasta y destacada actuación en el ámbito de la música y la canción.
El 17 de julio de 2013, la Cámara de Diputados de la Provincia de Mendoza realiza un reconocimiento a Carlos “Pocho” Sosa por 50 años de trayectoria en la música, que lo han convertido en uno de los grandes hacedores de la cultura popular mendocina. Ese mismo año fue pintado un mural con su imagen en el departamento de Godoy Cruz - Mendoza en conmemoración de sus cincuenta años con la música.
En el año 2014, es distinguido con el título honorífico de "Embajador Cultural de Mendoza", reconocimiento que fue entregado por el Gobernador de la Provincia.
Como compositor tiene registrado una docena de temas, con letra de diferentes poetas.

## Discografía
- 1971: Simple: Teresa la niña/Cuando me ves así
- 1982: Para vos amigo
- 1985: Otoño
- 1987: Encuentro
- 1993: Homenaje a los "Ídolos del siglo"
- 1996: Mi pueblo y mi voz
- 1997: Dale Nico
- 1998: Pocho Sosa canta a Armando Tejada Gómez
- 2002: Tal como somos
- 2003: Caserito
- 2004: Éxitos al pie del Aconcagua
- 2006: Yo no me voy de la vida
- 2008: Buena cosecha
- 2011: Cuyo es amor[8]
- 2013: Éxitos al pie del Aconcagua - Volumen II
- 2014: 50 Años con el canto